# 云雾山镇 (广元市)
云雾山镇，原为东溪河镇、东溪河乡，是中华人民共和国四川省广元市朝天区下辖的一个乡镇级行政单位。2019年12月，撤销花石乡、东溪河镇，设立云雾山镇，以原花石乡和原东溪河镇所属行政区域为云雾山镇的行政区域。

## 行政区划
云雾山镇下辖以下地区：
菜子坝村、鲤鱼村、石门村、新滩村、杨槐村、解放村、云雾村、中坝村、陈家村和三龙村。